# Irish League 1901-1902
L'Irish League 1901-1902 è stata la 12ª edizione della prima divisione del campionato nordirlandese di calcio.
Il campionato era formato da otto squadre e il Linfield vinse il titolo.

## Classifica finale
| Pos. | Squadra           | G  | V  | N | P  | GF | GS | Punti |
| ---- | ----------------- | -- | -- | - | -- | -- | -- | ----- |
| 1    | Linfield          | 14 | 12 | 0 | 2  | 38 | 10 | 24    |
| 2    | Glentoran         | 14 | 10 | 1 | 3  | 43 | 22 | 21    |
| 3    | Distillery        | 14 | 8  | 3 | 3  | 38 | 20 | 19    |
| 4    | Cliftonville      | 14 | 7  | 2 | 5  | 24 | 14 | 16    |
| 5    | Belfast Celtic    | 14 | 4  | 4 | 6  | 22 | 25 | 12    |
| 5    | Derry Celtic      | 14 | 5  | 2 | 7  | 23 | 26 | 12    |
| 7    | Ulster            | 14 | 2  | 3 | 9  | 22 | 44 | 7     |
| 8    | St Columb's Court | 14 | 0  | 1 | 13 | 13 | 62 | 1     |

G = Partite giocate; V = Vittorie; N = Nulle/Pareggi; P = Perse; GF = Goal fatti; GS = Goal subiti; 